# El Condor Pasa (cheval)
El Condor Pasa (1995-2002) est un cheval de course pur-sang japonais. Cheval de l'année au Japon en 1999, membre du Hall of Fame des courses japonaises, il fut le premier cheval japonais à faire l'arrivée du Prix de l'Arc de Triomphe et a ouvert la voie à l'internationalisation des courses japonaises. 

## Carrière de course
Élevé dans le Kentucky par son propriétaire Takashi Watanabe, El Condor Pasa ne se produit qu'une fois à 2 ans pour une victoire facile. L'année suivante, il ne prend pas part au circuit des courses classiques, se cantonnant au mile qui le mène à une victoire dans la NHK Mile Cup à Tokyo en mai. Préservé, il ne revient qu'à l'automne avec la Japan Cup en ligne de mire. Mais, premier accroc dans sa carrière, il perd son invincibilité dans un groupe 2, le Mainichi Okan. Il n'en est pas moins le troisième favori de la Japan Cup, pour son premier essai sur 2 400 mètres. Monté par son nouveau Masayoshi Ebina, il s'y impose brillamment devant les champions Air Groove et Special Week, devant une foule estimée à 146 879 spectateurs, et récolte en fin de saison un titre de meilleur 3 ans japonais. Dès lors, son entourage n'a plus qu'une seule idée en tête : faire de El Condor Pasa le premier cheval japonais à remporter le Prix de l'Arc de Triomphe.   
En 1999, El Condor Pasa est donc envoyé en France pour la saison. L'année précédente, deux chevaux de vitesse ont défrayé la chronique lors du meeting de Deauville : en remportant à une semaine d'intervalle le Prix Maurice de Gheest et le Prix Jacques Le Marois, Seeking The Pearl et Taiki Shuttle, sont devenus les premiers chevaux japonais à remporter des groupe 1 hors de leur pays. Le plafond de verre est brisé, la voie est ouverte. El Condor Pasa commence son année dans le Prix d'Ispahan, où il trouve sur sa route Croco Rouge, l'un des meilleurs chevaux de sa génération, quatrième dans l'édition précédente de l'Arc. Dans le Grand Prix de Saint-Cloud début juillet, il sort vainqueur par deux longueurs et demi d'un affrontement avec un lot de haute volée où l'on retrouve notamment les Français Dream Well (cheval de l'année en Europe en 1998) et Sagamix (tenant du titre dans l'Arc), et les Allemands Tiger Hill (troisième de l'Arc de Sagamix) et Borgia (troisième de l'Arc de Peintre Célèbre en 1997). De quoi largement crédibiliser sa candidature dans le grand rendez-vous d'octobre. El Condor Pasa court peu, tout entier tourné vers son objectif. On ne le retrouve donc qu'à l'automne dans l'ultime préparatoire de l'Arc, le Prix Foy, où il est confrontés aux seuls Borgia et Croco Rouge, et l'emporte à nouveau.     
Fin prêt et désormais assez rodé aux courses françaises, El Condor Pasa se présente donc au départ du Prix de l'Arc de Triomphe 1999 face à trois adversaires qu'il a déjà battus (Borgia, Croco Rouge, Tiger Hill) et d'autres cadors européens, trois en particulier : le 3 ans Montjeu, brillant vainqueur du Prix du Jockey Club et de l'Irish Derby, la pouliche Daryaba, lauréate du Prix de Diane et du Vermeille, et le 5 ans Daylami, nanti d'un énorme palmarès, et qui vient d'enchaîner trois victoires saisissantes dans la Coronation Cup, les King George VI & Queen Elizabeth Stakes et les Irish Champion Stakes. Le Britannique Fantastic Light, champion en devenir, complète le tableau. Au betting, Montjeu devance El Condor Pasa, Daylami et Daryaba. La course s'élance et le champion japonais prend résolument les commandes, accélère franchement dans la ligne droite, prend trois longueurs à tout le monde. Le peloton éclate, nul ne peut le suivre, sauf Montjeu, qui enclenche à son tour et se lance à sa poursuite. C'est l'une des plus belles arrivées d'Arc : El Condor Pasa ne faiblit pas et à cent mètres du poteau il a toujours l'avantage, mais Montjeu font sur lui tel un oiseau de proie et lui prend une demi-longueur sur le poteau, tandis que Croco Rouge emmène les vaincus six longueurs plus loin. Du grand art. Timeform ne s'y trompe pas, qui accorde des excellents rating aux héros du jour : 137 pour Montjeu, 136 pour son dauphin.    
On ne reverra plus El Condor Pasa, qui se retire sur cette magnifique performance. Bien qu'il n'ait pas foulé un hippodrome japonais cette année-là, il est élu meilleur cheval d'âge et cheval de l'année 1999 au Japon et sera admis, à titre posthume, au Hall of Fame des courses japonaises. Mais surtout, il a ouvert une nouvelle ère pour les courses japonaises, en prouvant que leurs chevaux pouvaient au minimum rivaliser avec les étrangers. Après lui, les Japonais feront le déplacement jusqu'à Longchamp quasiment chaque année, et même si aucun n'a décroché le graal, plusieurs sont comme lui passés près du but (Deep Impact, Nakayama Festa et surtout Orfèvre à deux reprises). Une nouvelle ère où les chevaux japonais iront se mêler aux grandes joutes internationales, des compétitions richement dotées de Dubaï en passant par la Breeders' Cup américaine, confirmant l'ouverture et les immenses progrès accomplis ces dernières décennies pour le Japon en matière de courses. C'est peut-être un peu aussi pour cela que dans leur livre A Century of Champions, John Randall et Tony Morris font d'El Condor Pasa le meilleur cheval japonais du 20e siècle, parce qu'il fut assurément un vrai champion, mais aussi et surtout un grand ambassadeur.   

### Résumé de carrière
| Date         | Hippodrome  | Pays        | Course                    | Statut      | Distance    | Jockey      | Place       | Écart       | Vainqueur ou deuxième |
| 1997, 2 ans  | 1997, 2 ans | 1997, 2 ans | 1997, 2 ans               | 1997, 2 ans | 1997, 2 ans | 1997, 2 ans | 1997, 2 ans | 1997, 2 ans | 1997, 2 ans           |
| ------------ | ----------- | ----------- | ------------------------- | ----------- | ----------- | ----------- | ----------- | ----------- | --------------------- |
| 8 novembre   | Fuchu       | Japon       | Maiden                    |             | 1 600 m     | H. Matoba   | 1er / 9     |             | Mandarin Star         |
| 1998, 3 ans  |             |             |                           |             |             |             |             |             |                       |
| 11 janvier   | Nakayama    | Japon       | Allowance                 |             | 1 800 m     | H. Matoba   | 1er / 10    |             | Taihou Unryu          |
| 15 février   | Fuchu       | Japon       | Tokinominoru Kinen Cup    |             | 1 600 m     | H. Matoba   | 1er / 9     | 2           | Hyper Nakayama        |
| 26 avril     | Fuchu       | Japon       | New Zealand Trophy Yonsan | Gr. 2       | 1 400 m     | H. Matoba   | 1er / 18    | 2           | Sugino Cutie          |
| 17 mai       | Fuchu       | Japon       | NHK Mile Cup              | Gr. 1       | 1 600 m     | H. Matoba   | 1er / 17    | 1 ¾         | Cinco Wedding Word    |
| 11 octobre   | Fuchu       | Japon       | Mainichi Okan             | Gr. 2       | 1 800 m     | M. Ebina    | 2e / 9      | 2 ½         | Silence Suzuka        |
| 23 novembre  | Fuchu       | Japon       | Japan Cup                 | Gr. 1       | 2 400 m     | M. Ebina    | 1er / 14    | 2 ½         | Air Groove            |
| 1999, 4 ans  |             |             |                           |             |             |             |             |             |                       |
| 23 mai       | Longchamp   | France      | Prix d'Ispahan            | Gr. 1       | 1 850 m     | M. Ebina    | 2e / 8      | 3/4         | Croco Rouge           |
| 4 juillet    | Saint-Cloud | France      | Grand Prix de Saint-Cloud | Gr. 1       | 2 400 m     | M. Ebina    | 1er / 5     | 2 ½         | Tiger Hill            |
| 12 septembre | Longchamp   | France      | Prix Foy                  | Gr. 2       | 2 400 m     | M. Ebina    | 1er / 6     | cte enc.    | Borgia                |
| 3 octobre    | Longchamp   | France      | Prix de l'Arc de Triomphe | Gr. 1       | 2 400 m     | M. Ebina    | 2e / 14     | 1/2         | Montjeu               |

## Au haras
El Condor Pasa rejoint à l'issue de sa carrière le plus grand haras japonais, la Shadai Stallion Station sur l'île de Hokkaido. Il y meurt prématurément le 16 juillet 2002, à 7 ans, victime d'une crise de coliques. Il eut seulement trois générations de produits en piste et s'annonçait comme un étalon plutôt prometteur, père notamment de Vermilion (Japan Cup Dirt, February Stakes), Song of Wind (Kikuka Shō) et Alondite (Japan Cup Dirt).

## Origines
El Condor Pasa est un fils du grand étalon Kingmambo, lui-même issu du mariage royal entre Mr. Prospector et Miesque. La progéniture de Kingmambo s'est illustrée sur tous les continents et au Japon il est également le père de King Kamehameha, Derby-winner à la carrière écourtée et étalon majeur, deux fois tête de liste.
La mère, Saddlers Gal, n'a jamais pu se placer en course, et aucun de ses autres produits n'a brillé davantage, ni aux États-Unis ni au Japon où elle a été exportée en 1999. Mais son union avec Kingmambo est un savant tour de force en termes d'élevage, puisqu'il accentue les bénéfices d'un croisement fréquemment utilisé – Kingmambo sur une fille de Sadler's Wells – et qui a largement fait ses preuves (en témoignent Divine Proportions, Henrythenavigator, Campanologist, Virginia Waters et bien d'autres). En effet, via sa deuxième mère la bonne Lisadell, lauréate dans les années 70 des Coronation Stakes, Saddlers Gal descend en lignée maternelle de la grande matrone de Claiborne Farm Thong, placée des Alcibiades Stakes et des Selima Stakes, et qui n'est autre que la génitrice de Special, la mère de Nureyev et la grand-mère de mère de Sadler's Wells. Le pedigree d'El Condor Pasa est donc remarquable par cet inbreeding 4x5x5 sur Thong. 

### Pedigree
| Origines de El Condor Pasa (USA), mâle bai né en 1995 | Origines de El Condor Pasa (USA), mâle bai né en 1995 | Origines de El Condor Pasa (USA), mâle bai né en 1995 | Origines de El Condor Pasa (USA), mâle bai né en 1995 |
| ----------------------------------------------------- | ----------------------------------------------------- | ----------------------------------------------------- | ----------------------------------------------------- |
| Père Kingmambo                                        | Mr. Prospector                                        | Raise a Native                                        | Native Dancer                                         |
| Père Kingmambo                                        | Mr. Prospector                                        | Raise a Native                                        | Raise You                                             |
| Père Kingmambo                                        | Mr. Prospector                                        | Gold Digger                                           | Nashua                                                |
| Père Kingmambo                                        | Mr. Prospector                                        | Gold Digger                                           | Sequence                                              |
| Père Kingmambo                                        | Miesque                                               | Nureyev                                               | Northern Dancer                                       |
| Père Kingmambo                                        | Miesque                                               | Nureyev                                               | Special                                               |
| Père Kingmambo                                        | Miesque                                               | Pasadoble                                             | Prove Out                                             |
| Père Kingmambo                                        | Miesque                                               | Pasadoble                                             | Santa Quilla                                          |
| Mère Saddlers Gal                                     | Sadler's Wells                                        | Northern Dancer                                       | Nearctic                                              |
| Mère Saddlers Gal                                     | Sadler's Wells                                        | Northern Dancer                                       | Natalma                                               |
| Mère Saddlers Gal                                     | Sadler's Wells                                        | Fairy Bridge                                          | Bold Reason                                           |
| Mère Saddlers Gal                                     | Sadler's Wells                                        | Fairy Bridge                                          | Special                                               |
| Mère Saddlers Gal                                     | Glenveagh                                             | Seattle Slew                                          | Bold Reasoning                                        |
| Mère Saddlers Gal                                     | Glenveagh                                             | Seattle Slew                                          | My Charmer                                            |
| Mère Saddlers Gal                                     | Glenveagh                                             | Lisadell                                              | Forli                                                 |
| Mère Saddlers Gal                                     | Glenveagh                                             | Lisadell                                              | Thong (famille 5-h)                                   |